# Megaquilídeos
Os megaquilídeos (Megachildiae) são uma pertence às abelhas na ordem dos himenópteros (Hymenoptera).

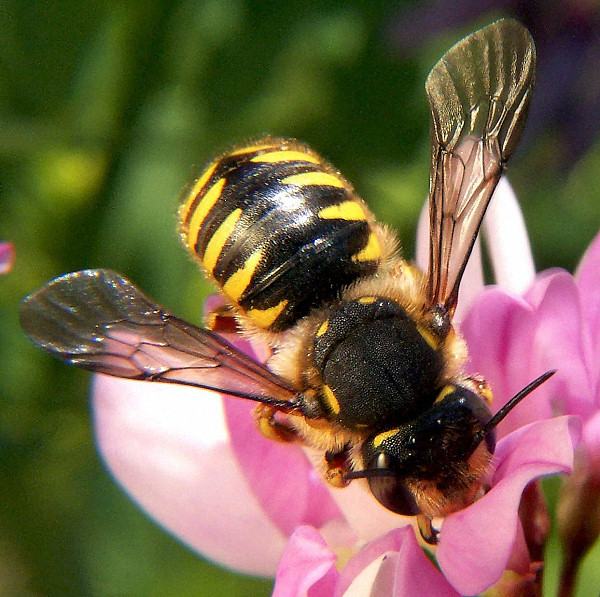
Anthidium manicatum

## Características
Os membros desta família formam um grupo bastante uniforme, que pode ser claramente distinguido de outras abelhas. As fêmeas das espécies não parasitas têm uma escova do ventre, isto é, a parte inferior do abdome é densamente coberta por pêlos longos, rígidos e obliquamente salientes. Estes são usados para coletar pólen de abelha como alimento para as larvas.  O corpo é geralmente encorpado, especialmente nas espécies maiores, muitos têm um abdome muito largo (abelhas de lã, por exemplo, a Grande Abelha de Lã), em alguns o abdômen é quase esférico. As espécies menores são em sua maioria cilíndricas.